# Thelypteris reticulata
Thelypteris reticulata là một loài thực vật có mạch trong họ Thelypteridaceae. Loài này được (L.) Proctor miêu tả khoa học đầu tiên năm 1953.